# Amy Ryan
Amy Ryan (født Amy Beth Dziewiontkowski; 3. maj 1968) er en amerikansk teater-, tv- og filmskuespiller. I 2008 blev Amy Ryan nomineret til en Oscar for bedste kvindelige birolle for sin præstation i Gone Baby Gone.

## Filmografi
- Central Intelligence (2016)
- Monster Trucks (2016)
- Gåsehud (2015)
- Louder Than Bombs (2015)
- Spionernes bro (2015)
- Birdman (2014)
- Breathe In (2013)
- The Escape Plan (2013)
- Win Win (2011)
- Green Zone (2010)
- Jack og Connie – kærlighedens nybegyndere (2010)
- Changeling (2008)
- Min Brors Kæreste (2007)
- Capote (2005)
- You Can Count On Me (2001)
- Beautiful Boy (2018)